# Фонд национальной энергетической безопасности
Фонд национальной энергетической безопасности (ФНЭБ) — компания, созданная летом 2006 г. путём выделения из Центра политической конъюнктуры (ЦПКР) энергетических проблем в отдельное направление исследований. Деятельностью Фонда руководит Константин Симонов, замдиректора — Алексей Гривач. Целью создания организации декларируется изучение влияния политических факторов на развитие энергетики и воздействия нефтегазового комплекса на политические процессы в России.
ФНЭБ выпускает серию аналитических докладов «Топливно-энергетический комплекс и энергетическая политика России» (8 докладов в год) и еженедельные информационно-аналитические бюллетени «Новости топливно-энергетического комплекса» и «Новости российской электроэнергетики». Аналитики Фонда являются активными участниками международных форумов и конференций по вопросам развития российского нефтегазового комплекса и перспективам российской государственности.